# Pravé Spektrum
Pravé Spektrum je slovenský internetový zpravodaj. Zaměřuje se na publikaci komentářů o společnosti, ekonomice a politice. Jeho ideovou profilaci je možné označit jako hodnotově konzervativní a ekonomicky liberální. 
Šéfredaktorem Pravého Spektra je Lukáš Krivošík, editorem Martin Hanus a vydavatelem Ondrej Jombík.